# Колобжег
Коло̀бжег (на полски: Kołobrzeg; на немски: Kolberg) е курортен град в Северозападна Полша, Западнопоморско войводство. Административен център е на Колобжегски окръг, както и на Колобжегска община, без да е част от нея. Самият град е обособен в отделна община с площ 25,67 км2.

## География
Градът се намира в историческия регион Померания.
Разположен е край река Парсента (на немски: Персанте), близо до вливането ѝ в Балтийско море.

## История
През 1255 година Колобжег получава градски права.

## Население
Населението на града възлиза на 46 568 души (2017 г.). Гъстотата е 1814 души/км2.
Демографско развитие

## Административно деление
Градът е разделен на 9 микрорайона (ошедли).
- Ошедле №1 Солне Здройе
- Ошедле №2 Шрудмейске
- Ошедле №3
- Ошедле №4
- Ошедле №5 Лемборске
- Ошедле №6
- Ошедле №7 Огроди
- Ошедле №8 Жемешълниче
- Ошедле №9 Подчеле

## Личности
- Карл Вилхелм Рамлер – немски поет
- Алберт Март – немски астроном
- Ханс Юрген Стумпф – немски военен
- Себастиан Карпинюк – полски политик
- Егон Кренц – немски политик
- Дария Корчинска – полска лекоатлетка, олимпийска медалистка
- Илона Островска – полска актриса

## Градове партньори
- Бад Олдесло, Германия
- Барт, Германия
- Панков, Берлин, Германия
- Кукелберг, Белгия
- Фолоника, Италия
- Ландскруна, Швеция
- Nexø, Норвегия
- Nyborg, Норвегия
- Пори, Финландия
- Симрисхамн, Швеция
- Феодосия, Украйна

## Фотогалерия
- Районен съд
- Катедрала
- Кметството
- Морски фар
- Дворец „Бруншвицки“
- Река „Парсента“
- Парк „Стефан Жеромски“
- Зала „Милениум“
- Пристанището